# Кідо Такайосі
Кідо́ Такайо́сі (яп. 木戸孝允, きどたかよし; 11 серпня 1833 — 26 травня 1877) — японський політичний і державний діяч кінця періоду Едо — початку періоду Мейджі. Один із «трьох героїв реставрації Мейджі».
Самурай Тьосю-хану, монархіст, учень Йосіди Сьоїна. Один з авторів П’ятистатейної присяги. Ініціатор земельної та адміністративної реформи, спрямованих на ліквідацію федеративного устрою Японії та створення могутньої унітарної Імперії. Віцепосол посольства Івакури (1871—1873). 2-й міністр культури  (25 січня — 13 травня 1874), 2-й міністр внутрішніх справ Японії (14 лютого — 27 квітня 1874) Один із голів фракції Тьосю в японському уряді. Виступав проти завоювання Кореї (1873) і Тайваня (1874).
Справжнє ім'я — Ка́цура Коґоро́, псевдонім — Сьо́ґіку.

## Короткі відомості
Кідо Такайоші народився 11 серпня 1833 року в самурайській родині Вада, в місті Хаґі, в Тьосю-хані. У 7-річному віці хлопця віддали названим сином до іншої самурайської родини Кацура.
1849 року Такайоші поступив до школи Сьокасон Йосіди Сьоїна, а після неї вирушив на стажування в Едо, де вивчав західну артилерійську справу під керівництвом Еґави Тародзаемона. 1859 року, в ході репресій Ансей, Такайоші познайомився з багатьма політиками та громадськими діячами антиурядового й антиіноземного руху, які походили з його власного хана, а також з Міто, Етідзену та Сацуми. Знайомства підштовхнули його до участі в цьому русі.
Після інциденту біля Імператорських воріт 1864 року, в якому сили Тьосю-хану зазнали поразки від загонів Сацума-хану, владу в першому захопили політики на чолі з Такасуґі Сінсаку, які виступали за повалення сьоґунату. Сінсаку був товаришем Такайоші, тому останній повернувся на батьківщину і став головним дипломатом нового ханського уряду. 1866 року, за посередництва Сакамото Рьоми з Тоса-хану, він уклав таємний союз із вчорашнім ворогом, Сацума-ханом, з метою ліквідації сьоґунату та побудови унітарної Японії на чолі з Імператором.
Після реставрації Мейджі 1868 року, яка поклала край пануванню сьоґунату в Японії, Такайоші увійшов до складу нового Імператорського уряду, в якому працював радником Служби загальних справ. Разом із Юрі Кімімасою та Фукуокою Такатікою він брав участь у вироблені П’ятистатейної присяги, маніфесту Імператора Мейджі, який визначав основні напрямки реставраційного курсу. 1870 року Такайоші став Імператорським радником та ініціював реформи, спрямовані на одержавлення землі, ліквідацію удільних ханів та створення унітарної централізованої держави. Наступного року, разом із Окубо Тошімічі та Іто Хіробумі, його включили до складу посольства Івакури Томомі, яке відвідало США та ряд країн Європи з метою вивчити системи державного устрою, господарства та війська Заходу.
Повернувшись в Японію 1873 року, Такайоші виступив проти плану Сайґо Такаморі й Ітаґакі Тайсуке завоювати Корею і на знак протесту пішов у відставку. Невдовзі після цього він виступив в опозиції до диктаторського режиму Окубо Тошімічі й розпочав просвітницьку кампанію критики державної системи.
1874 року Такайоші повернувся до уряду і короткий час працював міністром культури (25 січня — 13 травня 1874) та внутрішніх справ (14 лютого — 27 квітня 1874). Проте у зв'язку з протестом проти походу японських військ на Тайвань, він знову пішов у відставку. Наступного року на Осацьких зборах Такайоші вдалося подолати розбіжності з Окубо та міністрами й вдруге увійти до складу уряду в чині Імператорського радника. Він також отримав призначення до Зборів регіональних чиновників, на яких головував протягом 20 червня — 17 липня 1875 року.
1877 року Такайоші важко захворів і полишив усі посади. Він помер 26 травня 1877 року в Кіото, в розпал Сацумського повстання.
За заслуги покійного Такайоші перед державою, його рід Кідо був прирівняний до титулованої шляхти кадзоку і отримав титул маркіза.